# Colisão Andrômeda-Via Láctea
A colisão de Andrômeda com a Via Láctea é uma colisão galáctica, prevista para ocorrer em cerca de 4 bilhões de anos entre as duas maiores galáxias do Grupo Local: a Via Láctea (que contém o Sistema Solar e a Terra) e a galáxia de Andrômeda, ainda que as estrelas envolvidas estejam suficientemente distantes, tornando improvável que qualquer uma delas colida individualmente.

## Remanescentes da fusão
O produto da galáxia da colisão foi apelidado de Lactomeda. De acordo com simulações, este objeto vai parecer uma galáxia elíptica gigante, mas com um centro de menor densidade estelar que galáxias elípticas atuais. No entanto é possível que o objeto resultante se torne uma galáxia de disco grande.
No futuro distante, as galáxias restantes do Grupo Local serão sugadas para este objeto, sendo a próxima etapa evolutiva do nosso grupo de galáxias.

## Colisões estelares
Enquanto a Galáxia de Andrômeda contém cerca de 1 trilhão de estrelas e a Via Láctea contém cerca de 100 a 400 bilhões , a chance de até mesmo duas estrelas colidirem é insignificante por causa das enormes distâncias entre elas. Por exemplo, a estrela mais próxima do Sol é Proxima Centauri, cerca de 4,3 anos-luz ou 1,34 parsecs de distância. 
Para visualizar essa escala, se o Sol fosse uma bola de pingue-pongue, Proxima Centauri seria uma ervilha de cerca de 1,100 quilômetros de distância, e a Via Láctea teria cerca de 30 milhões de quilômetros de largura. Embora as estrelas sejam mais comuns perto dos centros de cada galáxia, a distância média entre as estrelas ainda é de 160 bilhões de quilômetros. Isso é análogo a uma bola de pingue-pongue a cada 3,2 km. Assim, é extremamente improvável que quaisquer duas estrelas das galáxias em fusão colidissem. 